# 日本造船工業会
一般社団法人日本造船工業会（にほんぞうせんこうぎょうかい、英: The Shipbuilders' Association of Japan、略称：SAJ）は、日本の鋼製船舶造船業を会員とする業界団体。

## 概要
「造船業の健全なる発達を図り、もって我が国経済の発展と国民生活の向上に寄与することを目的」とした一般社団法人。
2018年2月、韓国政府などに対し、韓国造船会社に行っている保護政策が世界の造船市場を歪めているとする抗議文を送ったとして韓国内で話題になった。

## 沿革
- 1921年12月、造船懇話会として設立。
- 1931年11月、造船連合会となる。
- 1937年7月、社団法人化
- 1940年7月、造船組合連合会となる。
- 1941年、太平洋戦争により解消
- 1942年1月、造船統制会が設立。会長は斯波孝四郎（元三菱重工業会長）。
- 1945年12月、連合国総司令部の命令により解散
- 1947年9月25日、造船倶楽部設立
- 1948年8月13日、造船工業会となる。
- 1951年8月10日、運輸省所管「社団法人日本造船工業会」となる。
- 2012年2月3日、内閣総理大臣に対し、公益認定等委員会は「（一般社団法人の）認可の基準に適合すると認めるのが相当である。」と答申した[3]。

## 会員企業
- IHI
- 今治造船
- 大島造船所
- 尾道造船
- 川崎重工業
- 佐世保重工業
- サノヤス造船
- ジャパン マリンユナイテッド
- 新来島どっく
- 新来島豊橋造船
- 住友重機械工業
- 常石造船
- 内海造船
- 名村造船所
- 函館どつく
- 三井E&Sホールディングス
- 三菱重工業

団体会員
- 日本中小型造船工業会